# Medicago murex
Medicago murex — вид квіткових рослин родини бобові (Fabaceae).

## Опис
Однорічна трав'яниста рослина. Стебла досягають розміру 20–60 см заввишки, притиснуті або висхідні, іноді з відтінком фіолетового. Листові фрагменти 5–17 × 4–15 мм. Суцвіття 15–25 мм, з 1–3 квітками. Пелюстки жовті. Плоди стручки 6–7 мм у діаметрі, еліпсоїдальні або сферичні. Має ниркоподібне, гладке насіння, 4.5–5 мм. Цвітіння і плодоношення з квітня по червень.

## Поширення
Країни поширення: Північна Африка: Алжир; Лівія [пн. (можливо)]; Марокко; Туніс. Західна Азія: Ізраїль; Ліван; Сирія; Туреччина [пн.зх. & пд.-ц.]. Південна Європа: Греція [вкл. Крит]; Італія [вкл. Сардинія, Сицилія]; Франція [вкл. Корсика]; Португалія; Іспанія [вкл. Балеарські острови]. Росте на луках і схилах; на висоті 0–300 метрів.